# Zaal CeCilia (Hoogstraten)
Zaal CeCilia behoort tot het cultureel erfgoed van Hoogstraten. Het werd in 2017-2018 gerestaureerd met behulp van de lokale bevolking.

## Koninklijke Toon- en Toneelmaatschappij Sint-Cecilia
De v.z.w. Koninklijke Toon- en Toneelmaatschappij Sint Cecilia Hoogstraten is een culturele vereniging die haar thuisbasis heeft in Hoogstraten. Deze vereniging koestert het lokaal genaamd Zaal CeCilia als een belangrijk cultureel erfgoed van de stad en zet zich in voor het behoud ervan. Zaal CeCilia wordt ter beschikking gesteld voor diverse culturele activiteiten, zowel georganiseerd door de vereniging zelf als door andere partijen.

## Historiek
Oorspronkelijk begonnen als een harmonie op 18 oktober 1839, breidde de harmonie Sint-Cecilia zich in 1850 uit met een toneelafdeling. Gezien heel wat stichtende leden ook zetelden in het gemeentebestuur werd de raadzaal van het stadhuis door de vereniging gebruikt. De schoolstrijd die in 1879 begon bracht overal te lande politieke spanningen teweeg tussen liberalen en katholieken. De polarisatie zorgde voor een splitsing van verenigingen en basisscholen overal in België. Tijdens de bitsige schoolstrijd werden tot in de kleinste steden en dorpen in Vlaanderen de muziekkorpsen ingezet als ‘politieke speerpunten’. In 1880 werd in Hoogstraten de Katholieke Kring Sint-Catharina opgericht. De fanfare werd de eerste vereniging van de overkoepelende kring met als eerste dirigent Jozef Van Der Mueren, vader van Floris van der Mueren. In 1881 kwam de katholieke afdeling toneel erbij. Later volgden onder dezelfde kring nog andere verenigingen.
De verzuiling betekende het einde van het gebruik van de raadzaal door Sint Cecilia. Het bruikleen werd door de katholieken in de gemeenteraad opgezegd. Om deze uitdaging het hoofd te bieden, kocht de liberale vereniging op 10 januari 1882 onder voorzitterschap van Arnold Duys een stuk grond en bouwde daarop zaal Cecilia, een locatie die op 19 november 1882 feestelijk werd ingehuldigd in aanwezigheid van prominente figuren, waaronder toondichter Peter Benoit. Deze zaal groeide uit tot een belangrijk cultureel centrum en speelde een essentiële rol in het culturele leven van Hoogstraten. Op de huldigingssteen aan de ingang staat ook de naam van Gustave Rolin-Jaequemyns. Hij was tijdens de woelige periode van de schoolstrijd minister van Binnenlandse Zaken bij de regering-Frère-Orban II. Hij had een buitenverblijf in Minderhout met 1300 ha grond met 45 pachtboerderijen waar aan experimentele landbouwontwikkeling werd gedaan. Zijn schoonvader Edouard Jaequemyns was daar na de Internationale Aardappelcrisis van 1845 mee begonnen als oplossing om hongersnoden, en bijhorende revoluties, tegen te gaan. Vandaar de binding van de Gentse minister van Binnenlandse Zaken met het culturele leven in Hoogstraten.

## Heden
De toneelgroep zette eind twintigste eeuw haar activiteiten stop en jammer genoeg verging het ook de muziekvereniging steeds minder goed. Hoewel de harmonieactiviteiten in 2011 werden beëindigd, heeft Zaal CeCilia haar prominente positie behouden als een plek waar culturele evenementen plaatsvinden. Momenteel is Zaal CeCilia de thuisbasis van het Tinello Toneelgezelschap, dat met enthousiasme tragikomische stukken en komedies opvoert. Samen met een selectie van ervaren regisseurs zoals Anne Van Opstal zet het gezelschap zich in om de artistieke waarde en de veelzijdigheid van hun voorstellingen te waarborgen.
Het vernieuwde bestuur van de vereniging heeft zich vastberaden ingezet om Zaal CeCilia te behouden en nieuw leven in te blazen. Ze zijn zich ervan bewust dat de zaal, met haar eerbiedwaardige geschiedenis zowel een sociaal-culturele als bouwkundige betekenis heeft voor Hoogstraten. Met een combinatie van idealisme en pragmatisme hebben betrokken leden van de vereniging, ook wel "cecilianen" genoemd, zich bereid verklaard om Zaal CeCilia weer op de kaart te zetten en haar een vooraanstaande positie te geven in het bruisende culturele landschap van de stad.